# كيني لوجينس
كيني لوجينز (بالإنجليزية: Kenny Loggins) واسمه الكامل كينيث كلارك لوجينز (من مواليد 7 جانفي 1948 في إيفرت) هو مغني وعازف جيتار أمريكي.

## روابط خارجية
- كيني لوجينس على موقع IMDb (الإنجليزية)
- كيني لوجينس على موقع روتن توميتوز (الإنجليزية)
- كيني لوجينس على موقع ميوزك برينز (الإنجليزية)
- كيني لوجينس على موقع قاعدة بيانات برودواي على الإنترنت (الإنجليزية)
- كيني لوجينس على موقع إن إن دي بي (الإنجليزية)
- كيني لوجينس على موقع أول ميوزيك (الإنجليزية)
- كيني لوجينس على موقع ديسكوغز (الإنجليزية)
- كيني لوجينس على موقع قاعدة بيانات الفيلم (الإنجليزية)